# 真田雅則
真田雅則（1968年3月6日—2011年9月6日），前日本足球運動員，並參加1988年亞洲盃足球賽。

## 俱乐部生涯
1990年，真田雅則在全日空开始足球生涯，1992年转会至清水心跳。

## 逝世
2011年9月6日，因心臟衰竭在靜岡縣病逝，享年43歲。